# Castell de Bresca
Les restes del castell de Bresca estan situades a l'antic terme de Gerri de la Sal, a la comarca del Pallars Sobirà, en el poble de Bresca.
Són a l'extrem nord-est del poble de Bresca, en el lloc anomenat Rocastell.
Castell àmpliament documentat des del 940, en una donació al monestir de Gerri, fins al segle xvi, on és descrit com una bella fortalesa.
Actualment només en queda l'espai, perfectament delimitat per les grosses pedres del basament que s'hi han conservat. Arribava als 12 metres de llargària pels 8,5 d'amplada, amb murs d'un gruix de 120 centímetres. El poc aparell conservat permet datar-lo en el segle xi.